# Sahnebläser
Ein Sahnebläser ist ein in Konditoreien und Bäckereien verwendetes Gerät zum Herstellen großer Mengen Schlagsahne.
Er besteht aus einem hohen, zylindrischen Gefäß und einem Motor, und steht meist auf Rollen, um das ganze Gerät leichter versetzen zu können. Der Zylinder wird an der dafür vorgesehenen Stelle mit Gummidichtung aufgesetzt. Im Zylinder befindet sich ein herausnehmbares, senkrechtes Gitter mit großen Löchern, das sich gegenüber dem Behälter um seine senkrechte Achse dreht (ähnlich wie in einer Eismaschine).
Füllt man die Sahne in den Zylinder und schaltet den Motor an, wird von unten durch winzig kleine Löcher Luft in den Zylinder geblasen. Durch das Drehen des Eisengitters und die daraus entstehende Zentrifugalkraft werden die Fettbläschen in der Sahne an die Wand des Zylinders geschlagen und es entsteht Schlagsahne. Mit einem Sahnebläser kann man binnen weniger Minuten eine große Menge „geschlagene“ Sahne herstellen.
Moderne Geräte verfügen über eine Entkeimungsvorrichtung, die mit Ozon betrieben wird.